# Campeonato Paulista de Futebol de 1918
O Campeonato de Foot-Ball da Associação Paulista de Sports Athleticos de 1918 foi a 6.ª edição do campeonato organizado pela APEA, jogado pelos clubes paulistas filiados a esta associação. É reconhecido como legítima edição do Campeonato Paulista de Futebol pela FPF.
Disputado entre 27 de abril de 1918 e 19 de janeiro de 1919, teve o Paulistano como campeão e o Corinthians na segunda colocação. 
O artilheiro da competição foi Friedenreich, com 25 gols.

## História
O campeonato de 1918 ficou marcado pelo adiamento de diversas partidas, por conta da epidemia de Gripe Espanhola em São Paulo. Em setembro de 1918, logo depois de os primeiros casos serem confirmados no país, o torneio foi paralisado por três meses. A partir de dezembro, as partidas foram retomadas, mas apenas entre os times que tinham de chance de título. Se um jogo não tivesse importância para efeito de classificação final, não era disputado, e como não havia descenso, a tabela ficou repleta de buracos.
Os confrontos cancelados não influenciaram no resultado final da competição. O Palestra Itália abandonou ao campeonato no decorrer da disputa.
Ao todo, foram 67 jogos, 332 gols com uma média de 4,96 por partida.

## Participantes
- Atlética das Palmeiras
- Corinthians
- Internacional
- Mackenzie
- Minas Gerais
- Palestra Itália
- Paulistano
- Santos
- São Bento
- Ypiranga

## Tabela
07/04/1918 Corinthians 2 x 2 Santos

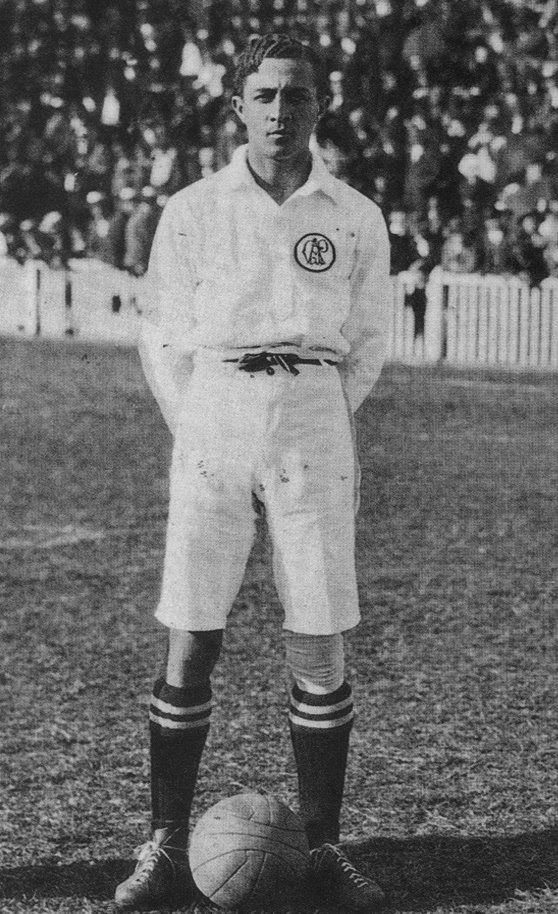
Friedenreich, artilheiro da competição

07/04/1918 Palestra Itália 2 x 1 SC Internacional
14/04/1918 AA das Palmeiras 4 x 2 AA São Bento
14/04/1918 Mackenzie 1 x 2 Minas Gerais
21/04/1918 Corinthians 3 x 0 Ypiranga
21/04/1918 Paulistano 7 x 3 Santos
28/04/1918 Corinthians 2 x 1 Mackenzie
28/04/1918 AA São Bento 2 x 4 Paulistano
03/05/1918 SC Internacional 3 x 5 Santos
03/05/1918 Minas Gerais 0 x 5 Palestra Itália
12/05/1918 Mackenzie 1 x 3 AA das Palmeiras
12/05/1918 AA São Bento 6 x 1 Ypiranga
13/05/1918 Paulistano 4 x 1 SC Internacional
13/05/1918 Santos 6 x 2 Minas Gerais
13/05/1918 Palestra Itália 3 x 3 Corinthians
19/05/1918 AA São Bento 6 x 1 Mackenzie
19/05/1918 Minas Gerais 1 x 1 Santos
26/05/1918 Santos 4 x 4 AA São Bento
26/05/1918 Paulistano 7 x 1 Ypiranga
26/05/1918 Palestra Itália 1 x 3 AA das Palmeiras
09/06/1918 SC Internacional 3 x 1 Minas Gerais
09/06/1918 Ypiranga 0 x 3 AA das Palmeiras
19/06/1918 AA das Palmeiras 2 x 2 Santos
19/06/1918 Paulistano 7 x 0 Mackenzie
19/06/1918 Ypiranga 4 x 0 SC Internacional
19/06/1918 Palestra Itália 2 x 3 AA São Bento
30/06/1918 Paulistano 3 x 1 Palestra Itália *(Palestra abandona o torneio na 6º rodada)
30/06/1918 Minas Gerais 0 x 7 Corinthians
30/06/1918 Santos 3 x 0 Ypiranga
14/07/1918 Minas Gerais 2 x 5 Ypiranga
14/07/1918 Santos 7 x 2 SC Internacional
14/07/1918 AA das Palmeiras 3 x 2 Corinthians
11/08/1918 Minas Gerais 0 x 2 AA das Palmeiras
11/08/1918 Santos 4 x 0 Mackenzie
11/08/1918 Corinthians 4 x 0 SC Internacional
18/08/1918 Santos 4 x 2 Corinthians
18/08/1918 SC Internacional 0 x 4 Mackenzie
18/08/1918 Paulistano 2 x 1 AA das Palmeiras
07/09/1918 Ypiranga 4 x 2 Mackenzie
07/09/1918 SC Internacional 1 x 3 AA das Palmeiras
08/09/1918 Paulistano 1 x 2 Corinthians
15/09/1918 Santos 1 x 0 Paulistano
15/09/1918 SC Internacional 2 x 3 Ypiranga
15/09/1918 Mackenzie 0 x 5 Corinthians
22/09/1918 Corinthians 5 x 0 Minas Gerais
22/09/1918 AA das Palmeiras 6 x 0 SC Internacional
29/09/1918 Paulistano 11 x 0 Minas Gerais
29/09/1918 Mackenzie 2 x 5 AA São Bento
06/10/1918 Santos 0 x 1 AA das Palmeiras
06/10/1918 AA São Bento 8 x 0 SC Internacional
06/10/1918 Mackenzie 5 x 0 Minas Gerais
15/12/1918 Paulistano 5 x 0 SC Internacional
15/12/1918 AA das Palmeiras 0 x 1 Minas Gerais
15/12/1918 AA São Bento 0 x 4 Corinthians
22/12/1918 Corinthians 0 x 1 Paulistano
22/12/1918 SC Internacional 4 x 3 AA São Bento
22/12/1918 Ypiranga 0 x 1 AA das Palmeiras
25/12/1918 Ypiranga 3 x 1 AA São Bento
29/12/1918 Corinthians 8 x 0 Ypiranga
29/12/1918 Paulistano 3 x 0 Minas Gerais
05/01/1919 Corinthians 7 x 0 SC Internacional
05/01/1919 Ypiranga 1 x 0 Paulistano
05/01/1919 AA das Palmeiras 1 x 1 AA São Bento
12/01/1919 Paulistano 6 x 1 AA São Bento
12/01/1919 Corinthians 5 x 3 AA das Palmeiras
19/01/1919 Corinthians 4 x 1 AA São Bento
19/01/1919 Paulistano 7 x 0 AA das Palmeiras
| Campeão Paulista de 1918 |
| ------------------------ |
| PAULISTANO (6º título)   |

## Classificação final
| Classificação - Final | Classificação - Final  | Classificação - Final | Classificação - Final | Classificação - Final | Classificação - Final | Classificação - Final | Classificação - Final | Classificação - Final | Classificação - Final |
| Time | Time                   | PG                    | J                     | V                     | E                     | D                     | GP                    | GC                    | SG                    |
| --- | ---------------------- | --------------------- | --------------------- | --------------------- | --------------------- | --------------------- | --------------------- | --------------------- | --------------------- |
| 1 | Paulistano             | 26                    | 16                    | 13                    | 0                     | 3                     | 68                    | 14                    | 54                    |
| 2 | Corinthians            | 26                    | 17                    | 12                    | 2                     | 3                     | 65                    | 19                    | 46                    |
| 3 | Atlética das Palmeiras | 22                    | 16                    | 10                    | 2                     | 4                     | 36                    | 25                    | 11                    |
| 4 | Santos                 | 18                    | 13                    | 7                     | 4                     | 2                     | 42                    | 26                    | 16                    |
| 5 | Ypiranga               | 12                    | 13                    | 6                     | 0                     | 7                     | 22                    | 38                    | - 16                  |
| 6 | São Bento              | 12                    | 14                    | 5                     | 2                     | 7                     | 43                    | 40                    | 3                     |
| 7 | Minas Gerais           | 5                     | 13                    | 2                     | 1                     | 10                    | 9                     | 54                    | - 45                  |
| 8 | Mackenzie              | 4                     | 11                    | 2                     | 0                     | 9                     | 17                    | 38                    | - 21                  |
| 9 | Internacional          | 4                     | 15                    | 2                     | 0                     | 13                    | 17                    | 66                    | - 49                  |
| 10 | Palestra Itália*       | 5                     | 6                     | 2                     | 1                     | 3                     | 14                    | 13                    | 1                     |
| PG - pontos ganhos; J - jogos; V - vitórias; E - empates; D - derrotas; GP - gols pró; GC - gols contra; SG - saldo de gols. * O Palestra Itália abandonou o torneio na sexta rodada. |                        |                       |                       |                       |                       |                       |                       |                       |                       |